# Ерханберт
Ерханберт (на немски: Erchanbert, Erchambert; † 854) е 7. епископ на Фрайзинг в Бавария от 835/836 до 854 г.

## Биография
Той произлиза от баварския благороднически род Хуоси и е племенник на предишния епископ Хито фон Фрайзинг († 835).
Ерханберт учи вероятно в катедралния капител Фрайзинг. През 843 г. присъства при Вердюнския договор. Най-късно през 844 г. той става абат на манастир Кемптен. Ерханберт има успехи в епископство Фрайзинг и по-късно е почитан като Блажен.
Ерханберт е погребан по негово желание в капелата „Св. Петър“ във Фрайзинг. След затварянето на капелата, преди да бъде съборена, той е преместен на 19 април 1803 г. в катедралата на Фрайзинг.
Анно († 875) е от 855 г. следващият епископ на Фрайзинг.